# Перри (округ, Индиана)
Пе́рри (англ. Perry County) — округ в штате Индиана, США. Официально образован в 1814 году. По состоянию на 2010 год, численность населения составляла 19 338 человека.

## География
По данным Бюро переписи США, общая площадь округа равняется 1 000,492 км2, из которых 988,682 км2 суша и 11,810 км2 или 1,180 % это водоёмы.

## Население
По данным переписи населения 2000 года в округе проживает 18 899 жителей в составе 7 270 домашних хозяйств и 5 074 семей. Плотность населения составляет 19,00 человек на км2. На территории округа насчитывается 8 223 жилых строений, при плотности застройки около 8-ти строений на км2. Расовый состав населения: белые — 97,61 %, афроамериканцы — 1,45 %, коренные американцы (индейцы) — 0,17 %, азиаты — 0,12 %, гавайцы — 0,02 %, представители других рас — 0,13 %, представители двух или более рас — 0,50 %. Испаноязычные составляли 0,70 % населения независимо от расы.
В составе 30,60 % из общего числа домашних хозяйств проживают дети в возрасте до 18 лет, 56,70 % домашних хозяйств представляют собой супружеские пары проживающие вместе, 9,00 % домашних хозяйств представляют собой одиноких женщин без супруга, 30,20 % домашних хозяйств не имеют отношения к семьям, 26,70 % домашних хозяйств состоят из одного человека, 12,70 % домашних хозяйств состоят из престарелых (65 лет и старше), проживающих в одиночестве. Средний размер домашнего хозяйства составляет 2,45 человека, и средний размер семьи 2,96 человека.
Возрастной состав округа: 22,90 % моложе 18 лет, 9,80 % от 18 до 24, 29,20 % от 25 до 44, 23,30 % от 45 до 64 и 23,30 % от 65 и старше. Средний возраст жителя округа 38 лет. На каждые 100 женщин приходится 107,00 мужчин. На каждые 100 женщин старше 18 лет приходится 107,70 мужчин.
Средний доход на домохозяйство в округе составлял 36 246 USD, на семью — 43 743 USD. Среднестатистический заработок мужчины был 31 554 USD против 22 123 USD для женщины. Доход на душу населения составлял 16 673 USD. Около 7,10 % семей и 9,40 % общего населения находились ниже черты бедности, в том числе — 12,30 % молодежи (тех, кому ещё не исполнилось 18 лет) и 8,90 % тех, кому было уже больше 65 лет.